# جو وارد (بوکسور)
جو وارد (انگلیسی: Joe Ward؛ زادهٔ ۳۰ اکتبر ۱۹۹۳) بوکسور اهل جمهوری ایرلند است.